# 埃迪尔内巴尔干战争纪念公墓

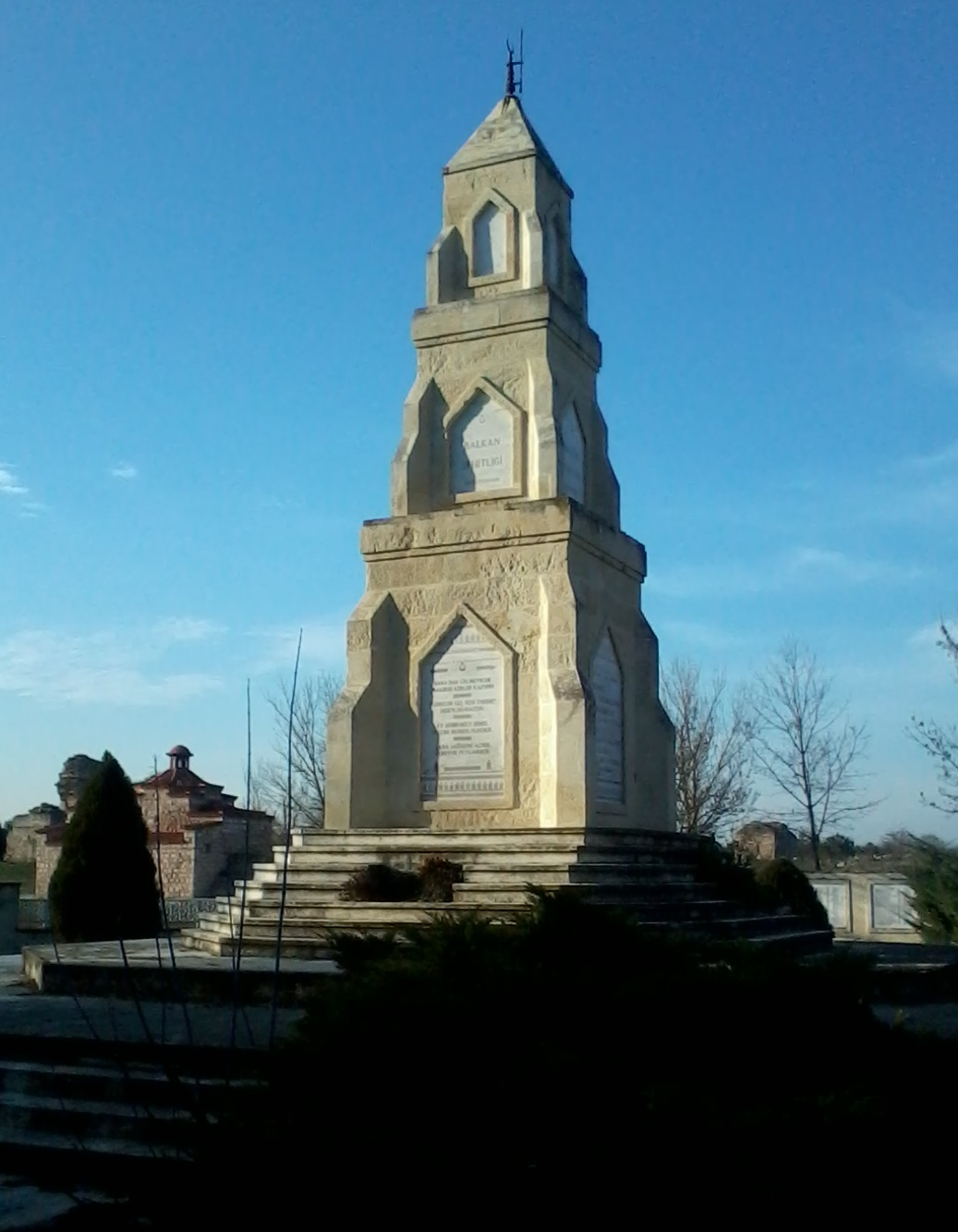
埃迪尔内巴尔干战争纪念公墓的纪念碑

埃迪尔内巴尔干战争纪念公墓（土耳其語：Edirne Balkan Savaşı Şehitliği）位于土耳其埃迪尔内的萨拉伊奇（Sarayiçi）区，是奥斯曼帝国为在巴尔干战争的哈德良堡围城战（1912-13年）期间阵亡的军事人员设立的纪念墓地，于1994年1月14日对外开放。
纪念公墓位于埃迪尔内以北的登萨河西岸，占地858平方米。由建筑师内贾特·丁克尔设计，是一座无名战士墓，牌匾上刻着100名军官和400名士兵的名字。
纪念公墓前竖立着一座无名士兵纪念碑，立有一尊奥斯曼士兵的铜像，由雕塑家 Tankut Öktem 创作。纪念碑中描绘巴尔干战争的浮雕是梅廷·尤达努尔（Metin Yurdanur）的作品。

## 背景
1913年3月26日，保加利亚第二集团军攻占埃迪尔内（当时称为哈德良堡），) 土耳其战俘被关押在萨拉伊奇的一个营地中，遭到残酷对待。大约10000名战俘死于寒冷、疾病和饥饿。 只有少数军事人员的姓名才能从总参谋部的记录中确定。
2015年3月26日，在纪念公墓举行纪念该市陷落102周年的活动。